# Aernout Mik
Pour les articles homonymes, voir Aernout.
 (juin 2018).
Si vous disposez d'ouvrages ou d'articles de référence ou si vous connaissez des sites web de qualité traitant du thème abordé ici, merci de compléter l'article en donnant les références utiles à sa vérifiabilité et en les liant à la section « Notes et références ».
Aernout Mik, né le 3 juillet 1962 à Groningue, est un artiste plasticien néerlandais, de renommée internationale, connu pour ses installations et films. Il vit et travaille à Amsterdam.

## Biographie
Mik passa sa jeunesse à Groningue, où il étudia dans une école d'art (Academie Minerva) de 1983 à 1988, ainsi qu'auprès de l'artiste néerlandaise Fie Werkman. Il réalisa sa première exposition solo en 2000, au Musée Van Abbe de Eindhoven, sous le titre Primal gestures, minor roles.
En 1997, il reçoit le Prix Sandberg pour ses vidéos Lick (1996) et Fluff (1996). En 2002, il reçoit le Prix Heineken pour l'art.
Il est sélectionné en 2007 par Mary Hlavajova, la commissaire d'exposition du pavillon néerlandais, pour représenter les Pays-Bas à la Biennale de Venise.
Son œuvre Organic Escalator (2000) fait partie de la collection particulière Pinault depuis 2007, et a été présentée à Lille dans l'exposition Passage du temps.